# John Tartaglia
John Nicholas Tartaglia (ofte kaldt under navnet Johnny) , er en amerikansk skuespiller kendt fra hans roller i musicals som Avenue Q, Shrek, Beauty and The Beast mm.
Han har også haft sin egen serie på playhouse disney kaldet "Johnny and The Sprites" og lavet sin egen musical "Imaginocean"
Han er skuespiller, dukkefører, instruktør og sanger.
Tartaglia fik sit gennembrud i 2003 da han første gang var på broadway i rollen som Princeton og Rod i Avenue Q.

## Scene på Broadway
- 2003-09: Avenue Q - Princeton/Rod
- 2006-07: Skønheden og Udyret - Lumiere (Lunt-Fontanne)
- 14. december 2008 - 2. oktober 2009: Shrek the Musical - Pinocchio/Det Magiske Spejl
- 2010-nu: Imaginocean
- 2012: Aladdin - Genie
- 18. januar 2025 - nu: Fraggle Rock: Back to the Rock Live! - Gobo/Architect Doozer